# أيلين تيزيل
أيلين تيزيل (مواليد 29 نوفمبر 1983) هي ممثلة وراقصة ألمانية، بدأت مشوارها الفني عام 2007.

## وصلات خارجية
- أيلين تيزيل على موقع IMDb (الإنجليزية)
- أيلين تيزيل على موقع مونزينجر (الألمانية)
- أيلين تيزيل على موقع ألو سيني (الفرنسية)
- أيلين تيزيل على موقع أول موفي (الإنجليزية)
- أيلين تيزيل على موقع قاعدة بيانات الفيلم (الإنجليزية)
- أيلين تيزيل على موقع كينوبويسك (الروسية)